# A jövő látomása
A jövő látomása (angolul: Vision of the Future) Timothy Zahn 1998-ban megjelent Csillagok háborúja regénye, a Thrawn keze-duológia második része. A könyv borítójának grafikáját Drew Struzan készítette. A könyv cselekménye 19 évvel a Yavini csata után játszódik, Az utolsó parancs történései után 10 évvel. Magyarországon 1999-ben az Aquila Könyvkiadó, 2011-ben a Szukits Könyvkiadó adta ki magyar fordításban.

## Magyarul
- A jövő látomása; ford. Békési József; Aquila, Debrecen, 1999
- A jövő látomása. A Thrawn keze sorozat 2., befejező része; ford. Szente Mihály; Szukits, Szeged, 2011

## Fordítás
- Ez a szócikk részben vagy egészben  a   Vision of the Future című angol Wikipédia-szócikk ezen változatának fordításán alapul.  Az eredeti cikk szerkesztőit annak laptörténete sorolja fel. Ez a jelzés csupán a megfogalmazás eredetét és a szerzői jogokat jelzi, nem szolgál a cikkben szereplő információk forrásmegjelöléseként.